# Селадон
Селадо́н (фр. Céladon) — пастух, изнывающий от любви, герой французского пасторального романа XVII века «Астрея» („L’Astrée“) Оноре д’Юрфэ.
Смехи, вольность — всё под лавку,

Из Катонов я в отставку,

И теперь я — Селадон!

Миловидной жрицы Тальи

Видел прелести Натальи,

И уж в сердце — Купидон!
Имя использовалось в качестве псевдонима некоторыми писателями и поэтами. Применялось также в названиях сочинений, например, «Селадон-паша» (оперетка-фарс А. Я. Ашеберга) или «Золотой век, или Будущая слава Северной Америки, открытая ангелом Селадону в нескольких увлекательных видениях» („The Golden Age; or, Future Glory of North-America Discovered by an Angel to Celadon in Several Entertaining Visions“, 1785).
По светло-зелёному цвету одежд Селадона была названа разновидность китайского фарфора и фарфоровидной керамики, покрытой бледной серовато-зеленоватой глазурью, сама эта глазурь и соответствующий оттенок зелёного цвета — селадон.
В русской культуре имя Селадона стало именем нарицательным, первоначально томящегося влюбленного, затем — ухаживателя, дамского угодника, волокиты, обычно пожилого:

— Князь, — сказала я сухо, — что вам угодно в моей комнате в такое время? 

— Ну, пойдем в мою, — отвечал князь, — я не так грубо принимаю гостей, я гораздо добрее тебя. — И он придал своим глазам вид сладко-чувствительный. Старик этот в эту минуту был безмерно отвратителен, с дрожащими губами, с выражением… с гадким выражением. 

— Дайте вашу руку, князь, подите сюда. 

Он, ничего не подозревая, подал мне руку; я подвела его к моему зеркалу, показала ему его лицо и спросила его: 

— И вы думаете, что я пойду к этому смешному старику, к этому плешивому селадону? — Я расхохоталась.

## Образ Селадона в кино
- Любовь Астреи и Селадона / Les amours d'Astrée et de Céladon (Франция, Италия, Испания; 2007) режиссёр Эрик Ромер, в роли Селадона Энди Жилет.